# Ordinárium
Ordinárium (latinsky ordinarium missae) je souhrnné označení pro neproměnné části hudební mše, jimiž jsou:
- Kyrie (Pane, smiluj se)
- Gloria (Sláva na výsostech Bohu)
- Credo (Věřím)
- Sanctus (Svatý)
  - Benedictus
- Agnus Dei (Beránku Boží)

## V Česku používaná ordinária
- ordinárium Karla Břízy (v jednotném kancionálu označeno číslem 503) – nejpoužívanější, vychází z tradice českého lidového zpěvu, zkomponováno koncem 60. let 20. století
- Česká mše z Andělské Hory Josefa Olejníka (502) – inspirováno chorálem, zkomponováno v roce 1966
- České mešní ordinarium Petra Ebena (504) – kompromis mezi pojetím Břízovým a Olejníkovým, reprezentuje pohled k historii českých duchovních zpěvů, zkomponováno v roce 1965
- ordinárium Zdeňka Pololáníka (505) – v duchu současných duchovních zpěvů
- v dodatku jednotného kancionálu pro královéhradeckou diecézi je navíc ordinárium Karla Židka
- ordinárium VIII – De angelis (507)
- ordinárium XI – Orbis factor (508)
- ordinárium Missa mundi (509)
- ordinárium Miroslava Přikryla (také ordinárium Hrozen) – „kytarové“ ordinárium, používané zejména mládeží (např. CSM 2012 a CSA 2014)

V publikaci Mešní zpěvy (vydáno 1989, str. 471-545) jsou tato ordinária se současnými texty:
- pro smíšený sbor a lid – Zdeněk Pololáník (1)
- pro smíšený sbor a lid – Karel Bříza (2)
- pro scholu a lid – Petr Eben (3)
- pro scholu a lid – Zdeněk Pololáník (4)
- pro scholu a lid – Josef Olejník (5)
- pro scholu a lid – Michael Čakrt (6)
- pro scholu a lid – Karel Bříza (7)
- pro sólo, jednohlasý sbor a lid – Karel Sklenička (8)

Publikace Septem ordinaria (Salve Regina, Brno 2003) obsahuje:
- Missa simplex (1967) - Antonín Láník
- Lidové ordinarium poutníků moravských (1972) - Antonín Láník
- Missa dominicalis (1976) - Antonín Láník
- Ordinarium festivum Cyrillo-Methodianum (1984) Antonín Láník
- Svatoanežské ordinarium (1985) - Antonín Láník
- Vánoční ordinarium (1996) - Antonín Láník
- Velikonoční ordinarium (1997) - Antonín Láník

Josef Olejník dále napsal ještě dvě česká ordinária a jedno staroslověnské. Dalšími autory ordinária jsou například Zdeněk Angelik Mička (napsal České ordinárium a Ordinárium jednohlasé), Miroslav Příhoda (České ordinárium všední), František Macek (Studentské ordinárium, Velehradské ordinárium a Poutní mše), Ing. Jiří Bříza (1931-2004, České mešní ordinárium), František Gregor Emmert (Ordinárium I. a Ordinárium II.), Bohuslav Korejs, Karol Frydrych (Ordinarium) a Mgr. Josef Sedoník (2. mešní ordinárium a 5. mešní ordinárium).

### Texty
Texty jsou většinou v češtině, ale jiný rozdíl mezi nimi a přeloženými texty z latinské mše nejsou.

### Notový materiál
- Ordinárium Karla Břízy
- Ordinárium Petra Ebena
- Ordinárium Jiřího Strejce
- Ordinária Petra Chaloupského Archivováno 1. 2. 2014 na Wayback Machine.

### Zvukové nahrávky
- Ordinárium Karla Břízy – Credo Archivováno 12. 7. 2020 na Wayback Machine.
- Ordinárium Petra Ebena – Kyrie a Gloria
- Ordinárium Petra Ebena – Sanctus
- Ordinárium Petra Ebena – Agnus Dei
- Ordinárium Zdeňka Pololáníka[nedostupný zdroj]
- Studentská mše Františka Macka – Kyrie Archivováno 12. 7. 2020 na Wayback Machine.
- Studentská mše Františka Macka – Gloria Archivováno 12. 7. 2020 na Wayback Machine.
- Studentská mše Františka Macka – Sanctus Archivováno 12. 7. 2020 na Wayback Machine.
- Studentská mše Františka Macka – Agnus Archivováno 12. 7. 2020 na Wayback Machine.
- Velehradské ordinárium Františka Macka – Kyrie Archivováno 12. 7. 2020 na Wayback Machine.
- Velehradské ordinárium Františka Macka – Gloria Archivováno 12. 7. 2020 na Wayback Machine.
- Velehradské ordinárium Františka Macka – Credo Archivováno 12. 7. 2020 na Wayback Machine.
- Velehradské ordinárium Františka Macka – Sanctus Archivováno 12. 7. 2020 na Wayback Machine.
- Velehradské ordinárium Františka Macka – Agnus Archivováno 12. 7. 2020 na Wayback Machine.
- Poutní mše Františka Macka – Kyrie Archivováno 12. 7. 2020 na Wayback Machine.
- Poutní mše Františka Macka – Gloria Archivováno 12. 7. 2020 na Wayback Machine.
- Poutní mše Františka Macka – Sanctus Archivováno 12. 7. 2020 na Wayback Machine.
- Poutní mše Františka Macka – Agnus Archivováno 12. 7. 2020 na Wayback Machine.